# Crematogaster auberti
Crematogaster auberti är en myrart som beskrevs av Carlo Emery 1869. Crematogaster auberti ingår i släktet Crematogaster och familjen myror.

## Underarter
Arten delas in i följande underarter:
- C. a. auberti
- C. a. levithorax
- C. a. nigripes
- C. a. regilla
- C. a. savinae
- C. a. vogti